# سیغراجیک (امیرداغ)
سیغراجیک (به ترکی استانبولی: Sığracık) یک منطقهٔ مسکونی در ترکیه است که در امیرداغ واقع شده‌است.